# 香港中學校長會
香港中學校長會(HKAHSS)，創於1964年，當初是由一群想提升香港中學教育質素的校長創立而成的組織。

## 現任架構
- 主席：
  - 連鎮邦先生，香港青年協會李兆基書院校長
- 副主席：
  - 劉瑤紅博士，潔心林炳炎中學校長
  - 邱潔瑩女士，粉嶺救恩書院校長
- 榮譽祕書：
  - 陳倩君女士， 聖公會聖三一堂中學校長
  - 彭恵蘭女士，可立中學（嗇色園主辦）校長
- 榮譽司庫：
  - 鄭繼霖先生，浸信會永隆中學校長
- 委員：
  - 鄭建德博士，滙基書院（東九龍）校長
  - 練茂棠女士，聖羅撒書院校長
  - 溫家傑先生，浸信會呂明才中學校長
- 增選委員：
  - 陳淑雯女士，寶覺中學校長
  - 麥敏潮先生，嗇色園主辦可譽中學暨可譽小學校長
  - 梁潔妍女士，沙田崇真中學校長
  - 李志霖校長，嶺南衡怡紀念中學校長

### 發展
- 現時香港中學校長會開展多項研究計劃，包括應用學習、持續專業發展、課程檢討及發展、個人調適學習等 （页面存档备份，存于）
- 香港中學校長會董事會成員熱衷社會運動，部分成員曾於2019年香港社會運動中聯署反修例聯署,呼籲政府立即擱置修訂《逃犯條例》，包括邱潔瑩、劉瑤紅、羅紹明、溫家傑、鄭建德、梁國基等,另外亦有部分成員曾於2019年11月18日於理工大學示威現場營救學生。 （页面存档备份，存于）
- 香港中學校長會與多間社會機構合作, 包括與「和平世代」合作一項【和平文化@校園】計劃, 旨在推廣可持續和平文化，探索於校園推動和平的可能，香港中學校長會及沙田崇真中學校長梁潔妍領頭以學校為試點，探索和平學，不過網上文匯大公於2024年2月報導了有關和平世代開展洗腦課程的帖子。 （页面存档备份，存于）

### 活動
- 年度會員大會、教育會議、Happy Hour Forum、教育論壇、會員活動。
- 教育論壇為教育界盛事，分別於2018及2019年舉行，謨請前終審法院首席大法官馬道立、前政務司司長張建宗及教育局局長楊潤雄等出席，討論「Curriculum for the Future」及「Vision 2047」。
- 論壇由WYNG Foundation、葉氏家族基金、Peter BENNETT Foundation贊助。

### 新聞
- 2024年2月6日，學童精神健康｜中學校長會：疫情累積大量個案 倡設持續應急機制
- 2022年5月30日，中學校長會促當局及早規劃應對教師學童流失  （页面存档备份，存于）
- 2021年6月1日，中學校長會：七成家長高度信任教師 促成立專業法定機構提升操守  （页面存档备份，存于）
- 2020年5月10日，中學校長會主席：教育局要求取消試題弊多於利  （页面存档备份，存于）
- 2019年10月5日，香港人反抗》中學校長會主席：學校不屬公共地方不適用  （页面存档备份，存于）
- 2019年7月1日，香港中學校長會執委會聲明，極度關注當下香港因《2019 年逃犯及刑事事宜相互法律協助法例（修訂）條例草案》而出現的社會爭拗和衝突
- 2016年10月13日， 中學校長會：校情許可 校園內可討論「港獨」
- 2012年8月20日，中學校長 反對國教獨立成科  向吳克儉發公開信 品德教育作軸心